# Biserica Sfinții Voievozi din Călimănești
Biserica „Sfinții Voievozi” este un monument istoric aflat pe teritoriul orașului Călimănești, județul Vâlcea.

## Istoric și trăsături
Biserica a fost construită între anii 1711-1715. Ctitorii au fost Kir Serafim, egumenul mănăstirii Cozia și preotul monah Vasile; costul picturii a fost acoperit de jupân Stoica și Gheorghe, fiul său.
Din punct de vedere tipologic este o biserică-sală, fără accent vertical din zidărie.
Pereții laterali, din zidărie cu bolovani de râu, formează paramentul registrului inferior al bisericii, unicul de acest fel din zonă; fațadele au fost aduse la această formă cu ocazia restaurării dintre anii 1939-1943.
Pictura interioară a fost realizată în 1773 și refăcută în 1816.
Turnul-clopotniță a fost construit odată cu biserica, formând un ansamblu arhitectural; în stare de ruină a fost restaurat între 1939-1943; pictura exterioară a turnului e de dată recentă.
Pridvorul larg a fost adăugat ulterior, ante 1857, când se știe că a fost zugrăvit. Recent repictat la exterior pe toate cele trei laturi, pridvorul este în prezent închis cu tâmplărie metalică.

## Imagini

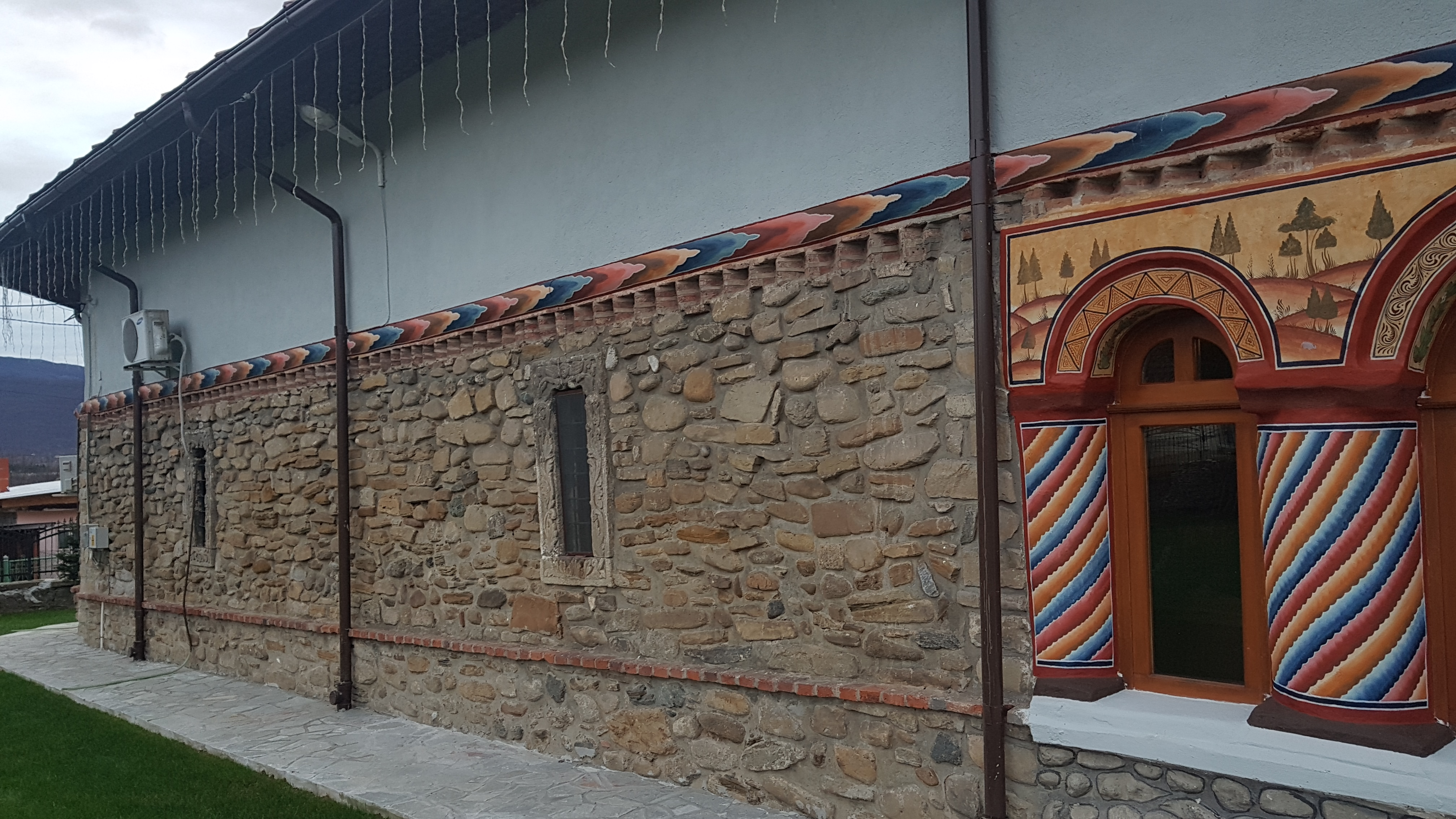
Perete lateral din zidărie cu bolovani de râu
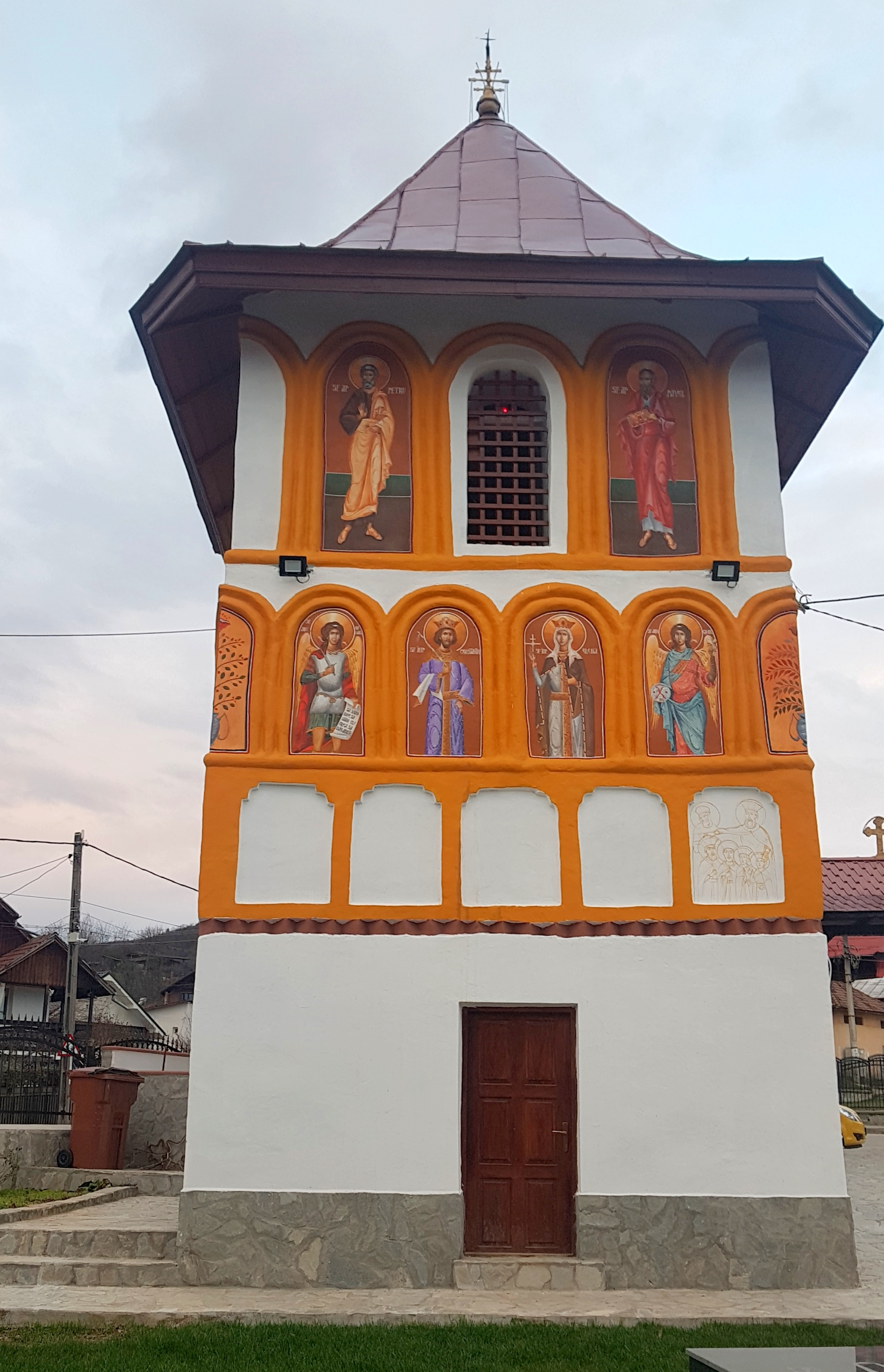
Turnul-clopotniță
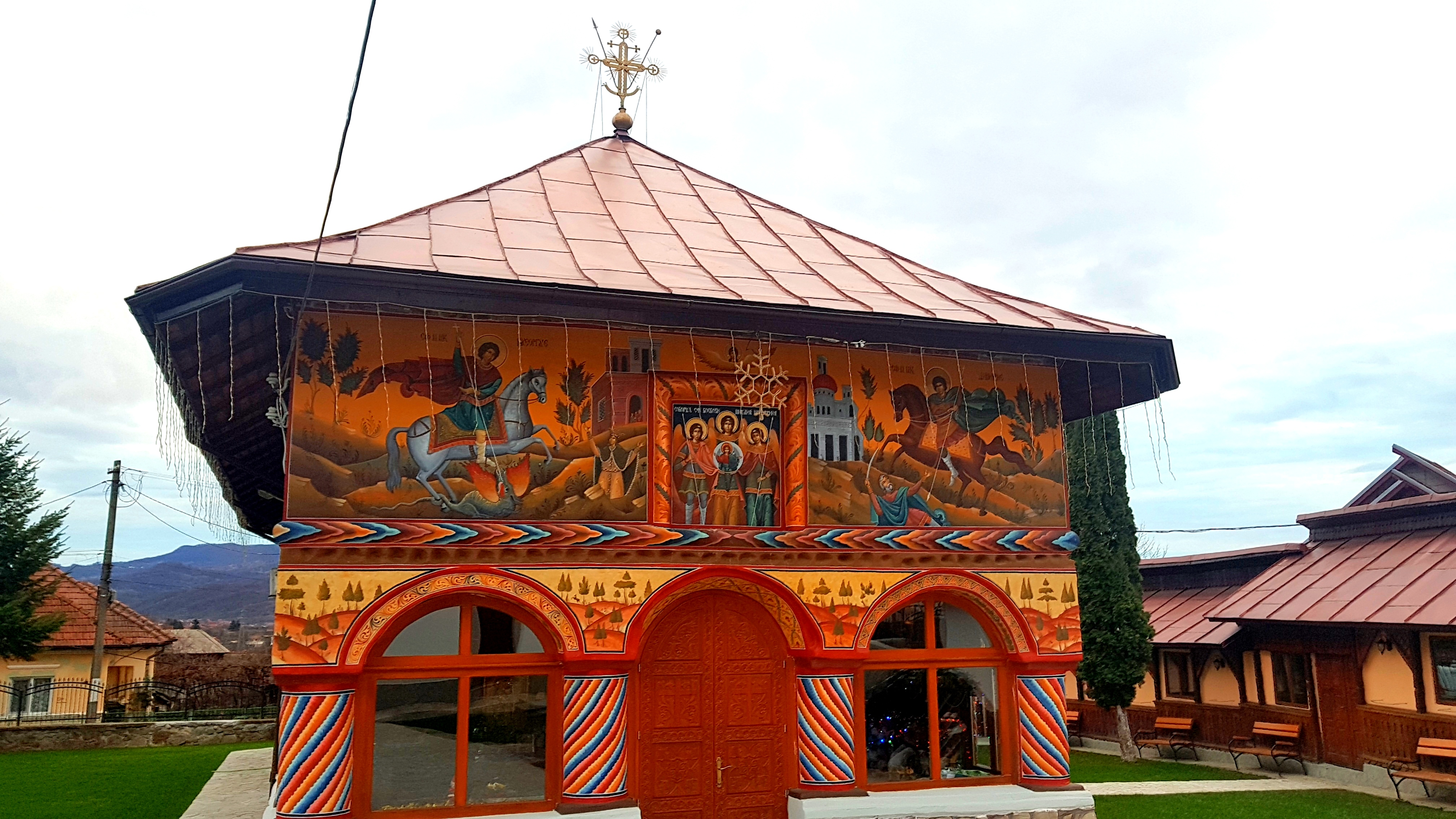
Pridvorul închis cu tâmplărie metalică